# 藤田のりとし
藤田のりとし（ふじた のりとし、1969年9月12日 - ）は日本のイラストレーター。

## 略歴
- 1986年〜、中国大連滞在
- 1987年〜、渡英
- 1989年、帰国、アジアに関心を持ち旅行をくり返す
- 1997年、東京にアトリエを構える
- 2000年、店舗等の壁画を中心に商業画を始める
- 同年、渋谷ふるさと語り―二十一世紀の孫たちへで初のイラスト

## 作品
- キムさんの韓国民話 (アジア心の民話)（星の環会）
- 渋谷ふるさと語り―二十一世紀の孫たちへ（渋谷区）
- ふるさとお話の旅〈4〉東京―東京・江戸語り（星の環会）
- 週刊しゃかぽん（朝日新聞出版）
- 語りの廻廊―聴き耳の五十年（瑞木書房）
- 中野ミツさんの昔語り（瑞木書房）

| スタブアイコン | サブスタブ | この項目は、まだ閲覧者の調べものの参照としては役立たない、人物に関連した書きかけの項目です。この項目を加筆・訂正などしてくださる協力者を求めています（P:人物伝/PJ:人物伝）。 |